# 中壢服務區
中壢服務區是台灣的一座國道服務區，位於桃園市中壢區，里程為中山高速公路（國道一號）55k，自基隆端以來的第一個服務區，亦為台灣的國道系統中少數設立於地面的服務區。1978年9月20日正式成立，當時名稱為「中壢休息站」，2001年6月更名為「中壢服務區」。服務區南下北上共站，區內設有統聯客運往臺灣桃園國際機場的轉運站，2014年11月17日起新設便道供附近居民車輛進入服務區，並轉往高速公路。目前經營廠商為南仁湖育樂股份有限公司，出口處設有24小時營業的台灣中油加油站，2024年設立電動車的充電站。
因距離台北都會區及桃園都會區較近，下交流道後就有商店與加油站林立，不需進入服務區，故年營業額有逐年減少之趨勢：2008年營業額為新台幣121,376,950元，在十四個服務區中排名第十，僅勝過新營、仁德、石碇及關廟；2018年營業額僅新台幣88,529,263元，不及連續七年營業額最低之石碇服務區，成為年營業額最低的服務區。

## 基本資料
- 地址：桃園市中壢區內定里內定二街998之3號
- 里程：中山高速公路55k處
- 面積：6.2公頃
- 公共設施：

1. 服務台
2. 國道資訊補給站
3. 行動辦公室
4. 育嬰室
5. ETC收費服務台
6. ATM
7. 國道客運轉運站：統聯客運、豐原客運

- 服務台服務項目（服務時間為7ː00–23ː00）：

1. 售電話卡、兌換零錢
2. 諮詢、廣播、失物招領
3. 影印、傳真、E-MAIL
4. 代客叫車、代訂飯店及旅遊資訊
5. 免費手機充電服務
6. 免費提供汽車緊急充電、輪胎打氣提供
7. 老花眼鏡借用、眼鏡清洗機
8. 贈品兌換

- 加油站：台灣中油公司營運
- 充電站：支援CCS1與CCS2規格充電樁。

## 營業額
以下為中壢服務區自2006年以來之年營業額，其中2006年與2007年之年營業額未含營業稅：
|  | 由于技术原因，此旧版图表已停用，並須迁移至新版图表。造成您的不便，我們深表歉意。 |

|  | 由于技术原因，此旧版图表已停用，並須迁移至新版图表。造成您的不便，我們深表歉意。 |

## 外部連結
- 南仁湖企業中壢服務區 （页面存档备份，存于）
- 北區養護工程分局中壢服務區 （页面存档备份，存于）
- 國道1號 中壢服務區 即時影像 - 高速公路資訊網 （页面存档备份，存于）